# Brzeziny (gmina Skomlin)
Brzeziny – wieś w Polsce położona w województwie łódzkim, w powiecie wieluńskim, w gminie Skomlin.
W latach 1975–1998 miejscowość należała administracyjnie do województwa sieradzkiego.